# Faltlippen-Bulldoggfledermaus

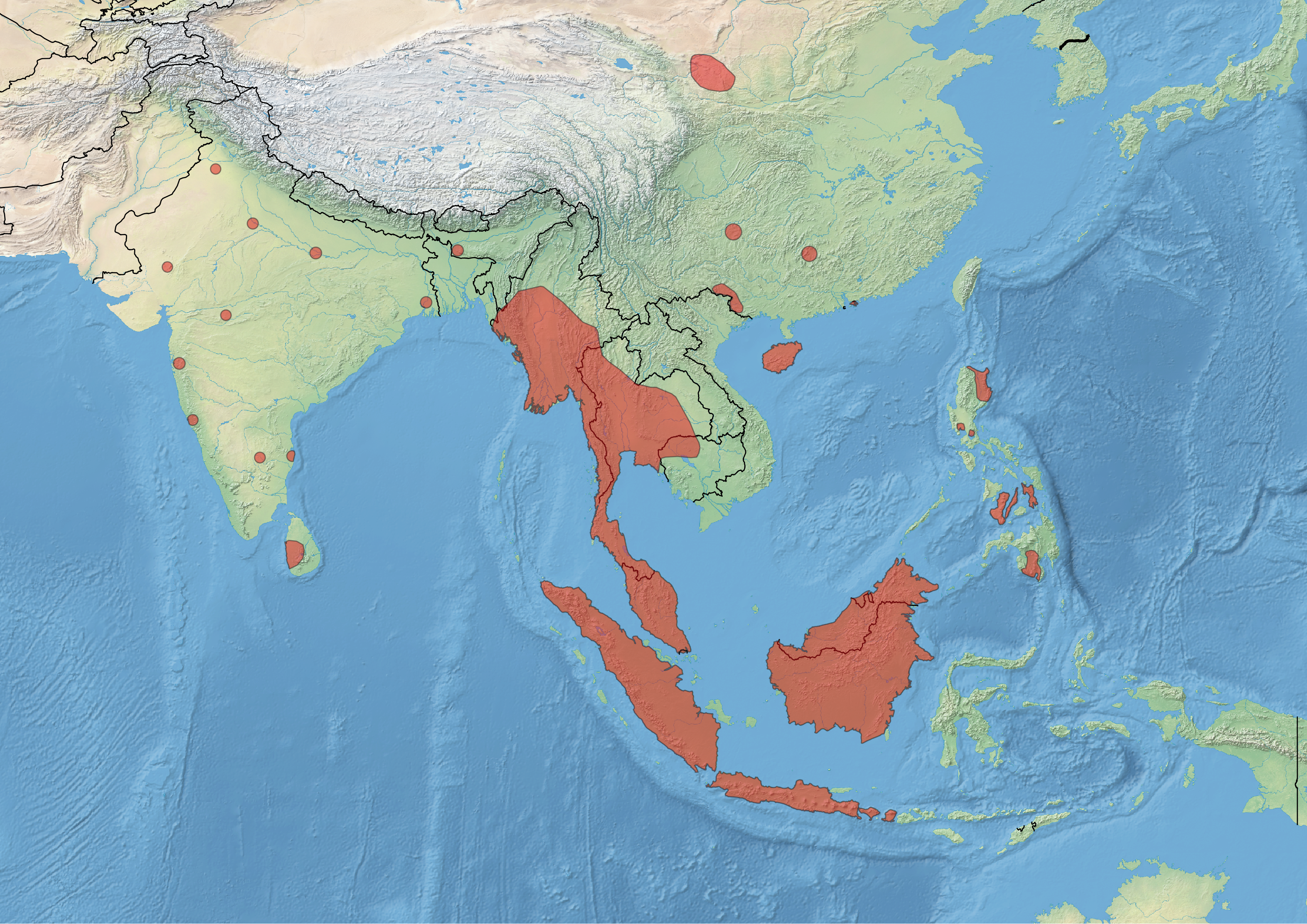
Verbreitungsgebiet der Faltlippen-Bulldoggfledermaus

Die Faltlippen-Bulldoggfledermaus auch Faltenlippen-Bulldoggfledermaus (Chaerephon plicatus) ist eine in Süd- und Südostasien vorkommende Fledermausart der Gattung der Freischwanzfledermäuse.

## Beschreibung
Die Kopf-Rumpf-Länge der Faltlippen-Bulldoggfledermaus beträgt 65–75 mm. Der Schwanz ist 28–40 mm lang und ragt mit mehr als der Hälfte der Länge aus der Schwanzflughaut heraus. Die Ohren haben eine Größe von 16–24 mm, die Unterarmlänge beträgt 40–50 mm. Faltlippen-Bulldoggfledermäuse wiegen zwischen 13 und 31 g. Das dichte weiche Fell ist kastanienbraun gefärbt, die Bauchseite erscheint etwas heller. Die Haarspitzen auf dem Bauch sind weiß oder grau gefärbt. Die Oberlippe ist faltig, die Nasenlöcher stehen hervor. Die dicken, an der Stirn zusammengewachsenen Ohren haben eine dunkelbraune Färbung. Der Tragus ist klein und vom Antitragus durch eine deutliche Kerbe getrennt. Die Zehen an den Hinterfüßen haben borstige Haare. Der zweite Prämolar ist sehr klein, der dritte Molar anderthalb mal so groß wie der Zweite.

## Verbreitung und Gefährdung
Faltlippen-Bulldoggfledermäuse kommen in Indien, Sri Lanka, China, Vietnam, Thailand, Laos und Kambodscha, sowie auf Borneo, Java, Bali und Lombok vor. Auch die Philippinen gehören zum Verbreitungsgebiet der Art. Vorkommen auf der Malaiischen Halbinsel und Sumatra sind entweder erloschen oder die Art wurde falsch bestimmt. Vermutlich kommt die Faltlippen-Bulldoggfledermaus auch in Bangladesch vor. Auf Grund der Größe des Verbreitungsgebiets, der Größe der Population sowie dem Vorkommen in geschützten Habitaten werden Faltlippen-Bulldoggfledermäuse seitens der IUCN als „nicht gefährdet“ („least concern“) eingestuft.

## Lebensweise
Faltlippen-Bulldoggfledermäuse kommen in verschiedenen Habitaten vor. Die Fledermäuse leben sowohl in anthropogen beeinflussten Habitaten wie Städten, Siedlungen und Agrarlandschaften als auch in Karstlandschaften und Wäldern. Sie kommen bis in eine Höhe von 950 m über dem Meeresspiegel vor.
Faltlippen-Bulldoggfledermäuse beziehen meist Quartiere in Höhlen im Karstgestein, aber auch andere Spalten und Gebäude wie zum Beispiel Tempel werden genutzt. Die meist großen Kolonien können aus mehreren tausend bis hunderttausend Tieren bestehen. In der Khao Chong Pran Höhle in Thailand wurde z. B. die Populationsgröße auf etwa 2,6 Millionen Tiere geschätzt. Oft werden die Quartiere mit anderen Fledermäusen geteilt. Hierzu zählen unter anderem der Kleine Langzungenflughund, verschiedene Hufeisennasen, Grabfledermäuse, Mausohren sowie Altwelt-Rundblattnasen. Der Ausflug aus den Quartieren findet vor der Dämmerung statt. Die Tiere verlassen gemeinsam das Quartier und formen dabei große Schwärme.
Jagdhabitate befinden sich bis zu einer Entfernung von 27 km um das Fledermausquartier. Beute wird sowohl im offenen Luftraum als auch entlang von Vegetationskanten gefangen. Die Ultraschalllaute zur Ortung der Beute starten bei 39 kHz und haben eine Endfrequenz von 17 kHz. Hauptnahrung sind Coleoptera und Homoptera. In Thailand wurden im Kot vor allem Zikadenreste wie der Nilaparvata lugens und Sogatella furcifera gefunden, die als Schädlinge in der Landwirtschaft gelten. Fortpflanzungsaktivität wurde sowohl zwischen März und April sowie zwischen September und Oktober beobachtet. Junge konnten im Mai bis Juni gefunden werden.

## Systematik und Forschungsgeschichte
Francis Buchannan beschrieb 1800 den Holotypus unter dem Namen Vespertilio plicatus.
Nach ITIS werden fünf Unterarten unterschieden:
- Chaerephon plicatus dilatatus (Horsfield, 1822)
- Chaerephon plicatus insularis (Phillips, 1932)
- Chaerephon plicatus luzonus (Hollister, 1913)
- Chaerephon plicatus plicatus (Buchanan, 1800)
- Chaerephon plicatus tenuis  (Horsfield, 1822)